# Cantonul Mirebeau
Cantonul Mirebeau este un canton din arondismentul Poitiers, departamentul Vienne, regiunea Poitou-Charentes, Franța.

## Comune
| Comune           | Populație (1999) | Cod poștal | Cod INSEE |
| ---------------- | ---------------- | ---------- | --------- |
| Amberre          | 478              | 86110      | 86002     |
| Champigny-le-Sec | 1 019            | 86170      | 86053     |
| Cherves          | 568              | 86170      | 86073     |
| Cuhon            | 360              | 86110      | 86089     |
| Maisonneuve      | 297              | 86170      | 86144     |
| Massognes        | 269              | 86170      | 86150     |
| Mirebeau         | 2 245            | 86110      | 86160     |
| Thurageau        | 811              | 86110      | 86271     |
| Varennes         | 360              | 86110      | 86277     |
| Vouzailles       | 503              | 86170      | 86299     |